# 安赫梯菲
安赫梯菲（英語：Ankhtifi），古埃及第一中间期尼肯的重要官员，在第九王朝至第十王朝时期，古埃及统一的古王国（第三王朝至第六王朝）业已崩溃，地方派系林立，相互征战。各种混乱与饥荒充斥着社会。他管理着上埃及的第三大省尼肯，与赫拉克利奥坡里王朝的君主结盟，以对抗位于南方底比斯的统治者（即门图霍特普一世和因提夫一世）。在他的统治下尼肯的经济得到发展，饥荒状况有所改善，故被当地人称为“伟大的首领”。其位于上埃及茂阿拉的陵墓遗址为后世研究埃及历史提供了重要的考古资料。